# Колзаков, Павел Андреевич
Павел Андреевич Колзаков (18 июля 1779 — 1 сентября 1864) — адмирал, генерал-адъютант, участник Наполеоновских войн.

## Биография
Павел Андреевич Колзаков родился в городе Туле 18 июля 1779 года в семье дворян Тульской губернии.
- Младший брат — Андрей Андреевич (30.11.1780 — 09.03.1853), офицер (с 12.02.1796) флота, Гвардейского экипажа(?), впоследствии генерал-майор (с 6.12.1833[2]), в 20-30-х гг. директор Тульского кадетского корпуса, член Совета о высших учебных заведениях, кавалер орденов: Св. Владимира 4 ст. с бантом (1814), 3 ст. (1847), Св. Анны 2 ст. (1822; с алмазами — 1828), Св. Георгия 4 ст. за 25 лет службы (1834), Св. Станислава 1 ст. (1851); Знака «За беспорочную службу в офицерских чинах („ХL“ лет службы)» (1846)[3].
- Младший брат — Владимир Андреевич, служил мичманом, точных сведений о его биографии на данный момент не имеется.

### Служба

#### Начало
В 1790 году поступил в Морской кадетский корпус (1794 — гардемарин), из которого выпущен 23 апреля 1795 года мичманом в Балтийский флот.
В 1795—1796 годах ходил на различных военных судах в Финском заливе. В 1797 году командирован в Архангельск на строившийся там фрегат «Азия». По окончании строительства отплыл на нём к эскадре вице-адмирала Е. Е. Тета в Англию. Затем, состоя в отряде контр-адмирала П. К. Карцова, ушёл в Средиземное море на соединение с эскадрой адмирала Ф. Ф. Ушакова. C 1798 по 1801 год принимал участие в военных действиях в Средиземном море: блокаде Текселя и Мальты, взятии Неаполя и Ионических островов.
В кампании 1805 года против Наполеона принимал участие в десанте русских, шведских и английских войск на остров Рюген.
В 1808—1809 годах участвовал в войне со Швецией, командуя отрядом канонерских лодок на Балтике и Сайменском озере. Летом 1808 года успешно выполнил поручение командующего Отдельным экспедиционным корпусом генерал-лейтенанта М. Б. Барклая-де-Толли, приказавшего перебазировать с моря в озеро Каллавеси двенадцать канонерских лодок для помощи войскам у Куопио против численно большего неприятеля.
В 1810 году командовал яхтой «Нева», выстроенной для Наследника Цесаревича, Великого князя Константина Павловича.

#### В свите Цесаревича ВК Константина Павловича
В 1811 году назначен ротным командиром в новосформированный Морской (Флотский) Гвардейский экипаж, произведён в чин капитан-лейтенанта и назначен адъютантом Цесаревича. Должность адъютанта и своё особое положение при Константине Павловиче Колзаков сохранил вплоть до смерти Великого князя (1831 г.).
При прохождении дальнейшей службы числился по Гвардейскому экипажу.
Сопровождая Цесаревича, командующего 5-м (гвардейским) корпусом, Колзаков с июня 1812 года находился в 1-й Западной Армии, в том числе, в начальный период Отечественной войны 1812 года. После отъезда Цесаревича (10 августа 1812 года) остался в Действующей армии: по рекомендации Цесаревича он был прикомандирован к Главнокомандующему 2-й Западной Армии генералу от инфантерии Князю П. И. Багратиону. Участвовал в Бородинском сражении. В ходе утреннего боя за Семёновские флеши сопровождал П. И. Багратиона; когда Главнокомадующий получил ранение в левое бедро, Колзаков помог генералу спешиться. За отличие при Бородино получил чин капитана 2-го ранга. С возвращением Цесаревича в Действующую Армию (декабрь 1812 года) — вновь в свите Константина Павловича.
В Заграничном походе сражался при Бауцене и был удостоен ордена св. Анны 2-й степени. За Кульмское сражение, где лично ему сдался дивизионный генерал Ж. Д. Вандам, Колзаков был награждён золотым оружием с надписью «За храбрость» и особым немецким Железным крестом (т. н. Кульмским крестом). Принимал участие в Битве народов у Лейпцига, за отличие в которой получил орден св. Владимира 4-й степени. 26 января 1816 года был удостоен ордена св. Георгия 4-й степени
За отличие в деле 13-го марта 1814 года при Фер-Шампенуазе.
В 1815 году произведён в капитаны 1-го ранга, а 20 октября 1820 года — в чин капитан-командора.
С 1815 года — в Варшаве, при Главнокомандующем польской армией Цесаревиче Константине Павловиче.
В 1817 году организовал флотилию гребных канонерских лодок на реке Висла
В 1825 году награждён орденом св. Станислава (Царство Польское) 1-й степени.
В период «междуцарствия» (ноябрь-декабрь 1825 года) Колзаков первым публично поприветствовал Наследника Цесаревича, Великого князя Константина Павловича в качестве нового Императора, за что был прилюдно и грубо отчитан Цесаревичем и отправлен под арест, который, правда, долго не продлился. Впоследствии Константин Павлович извинился перед Колзаковым, сообщив о тайном отречении, скрываемом даже от ближайшего окружения.
В феврале 1826 года вошёл в состав русско-польской Следственной комиссии (комитета) (под надзором Константина Павловича) для открытия тайных обществ в Царстве Польском, связанной как с расследованием дела князя Антона Яблоновского так и общим следствием по делу декабристов (7 (19) февраля 1826 — 22 декабря 1826 (3 января 1827)).
6 декабря 1826 года (ст.ст.) Колзаков произведён в контр-адмиралы.

#### Война в Польше 1830—1831 годов

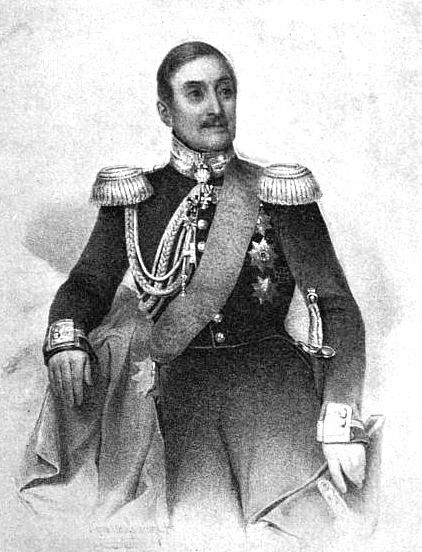
Генерал-адъютант П. А. Колзаков

В день начала восстания в Варшаве 17 ноября 1830 года состоял при Главнокомандующем польской армией, Наместнике Царства Польского Великом князе Цесаревиче Константине Павловиче. При спешном отъезде из Варшавы Колзаков, по просьбе Цесаревича, охранял его жену, Иоанну (Жанетту) Грудзинскую (княгиню Лович) (Колзаков также был и свидетелем их венчания 12 мая 1820 года), и постоянно присутствовал при ней. Сопровождал Константина Павловича и княгиню Лович в Вержбу (имение тестя Колзакова), затем — в Брест, Белосток и Витебск. В ночь с 17 на 18 ноября 1830 года фактически принял на себя командование русскими полками, вышедшими из восставшей Варшавы. Назначен комендантом временной Главной квартиры.
6 декабря 1830 года был произведён в вице-адмиралы.
Присутствовал при кончине цесаревича в Витебске 15 июня 1831 года. После смерти Константина Павловича включён в состав Свиты Его Императорского Величества и произведён в генерал-адъютанты (25 июня 1831 года). Лично сопровождал тело Константина Павловича в Санкт-Петербург и принимал участие в его погребении.

#### Служба в Главном морском штабе
С 1834 года занимал должность дежурного генерала Главного морского штаба Его Императорского Величества.
В честь вице-адмирала П. А. Колзакова П. К. Пахтусовым был назван мыс Колзакова (Карское море, архипелаг Новая Земля).
17 апреля 1837 награждён орденом Белого орла.
16 апреля 1841 года удостоен ордена св. Александра Невского.
В октябре 1843 года произведён в адмиралы с зачислением в Свиту Его Императорского Величества.
Действительный член Русского географического общества с 19 сентября (1 октября) 1845 года.
В 1846 году назначен членом Адмиралтейств-совета. С 1847 года — член Александровского комитета о раненых. 9 февраля 1853 года Колзаков был исключён из Свиты Его Императорского Величества, лишён звания генерал-адъютанта (по некоторым данным, предан генеральскому суду) и получил отставку («с мундиром») за упущения в делах Комитета и «бездействие власти», давшие возможность директору канцелярии комитета А. Г. Политковскому, произвести крупную растрату. Это наказание, впрочем, было распространено на всех членов Комитета.

#### Восстановление на службе
Император Александр II после разъяснения дела и восстановления в фондах Комитета растраченных капиталов, вернул 21 мая 1855 года Колзакова на службу. 17 ноября 1855 года Колзаков был вновь назначен генерал-адъютантом Свиты Е.И.В.
26 августа 1856 года Колзаков был удостоен алмазными знаками к ордену св. Александра Невского.

#### Смерть
Скончался «от воспаления в животе» в Санкт-Петербурге 1 сентября 1864 года, похоронен на кладбище Воскресенского Новодевичьего монастыря, из служебных списков исключён 17 сентября 1864 года. Могила до настоящего времени не сохранилась.

### Мемуары и записки
П. А. Колзаков оставил записки мемуарного характера (обработанные его старшим сыном, К. П. Колзаковым), фрагмент которых, посвящённый взятию в плен генерала Ж. Д. Вандама, был опубликован в журнале «Русская старина» в 1870 году («Рассказы адмирала Павла Андреевича Колзакова»). Были опубликованы ещё два фрагмента: первый — о «междуцарствии» 1825 года («Рассказ адмирала Колзакова (о цесаревиче Константине Павловиче)»); второй — о службе в Варшаве («Воспоминания Колзакова. 1815—1831»).
Другие фрагменты (как и записки в целом, как единое произведение) никогда не публиковались. До настоящего времени новых публикаций записок нет.

## Награды

#### Российской империи
- Орден Святой Анны 3-й ст.[21] (18 января 1811)[22]
- Золотое оружие «За храбрость» (1813)
- Орден Святого Владимира 4-й ст. (1813)
- Орден Святой Анны 2-й ст. (5 августа 1814)
- Орден Святого Георгия 4-й ст. (26 января 1816)
- Орден Святого Владимира 3-й ст. (26 января 1816)[23]
- Орден Святого Станислава 1-й ст. (4 августа 1825, Царство Польское)[24],
- Орден Святой Анны 1-й ст. (12 мая 1829)[25][комм. 1].
- Орден Святого Владимира 2-й ст. (30 августа 1834)[27],
- Орден Белого орла (17 апреля 1837),
- Знак «За беспорочную службу в офицерских чинах („XLV“ лет службы)» (22 августа 1841)
- Орден Святого Александра Невского (16 апреля 1841, алмазные знаки — 26 августа 1856)
- Знак «За беспорочную службу в офицерских чинах („L“ лет службы)» (22 августа 1846)[28]
- Медаль «В память Отечественной войны 1812 года» (1813—1814)

#### Иностранные
- Кульмский крест (1813, королевство Пруссия)[22]
- Pour le Mérite (13—18 октября 1814, королевство Пруссия)[22][29]
- Орден Леопольда 3-й ст. (Австрийская империя)[22][30]
- Военный орден Максимилиана Иосифа 3-й ст. (королевство Бавария)[22]
- Орден Красного орла 1-го класса (1839, королевство Пруссия)[31]

## Чины и звания
- мичман (1795)
- лейтенант (1804)[22]
- капитан-лейтенант (1811)
- капитан 2 ранга (1812)
- капитан 1 ранга (1815)
- капитан-командор (1820)
- контр-адмирал (1826)
- вице-адмирал (1830)
- генерал-адъютант (1831, исключён из Свиты Его Императорского Величества в 1853, восстановлен в 1856)
- адмирал (1843, в отставке с 1853, восстановлен на службе в 1856), с зачислением в Свиту Его Императорского Величества.

## Круг общения
В 20-40-е годы П. А. Колзаков был постоянным участником всех придворных церемоний и празднеств. Он был принят в домах высших государственных чиновников и генералитета, ему были открыты двери всех великосветских салонов.
В числе его друзей значились:
- генерал от инфантерии, граф Дмитрий Дмитриевич Курута (1769—1833), друг детства, начальник штаба (Царство Польское) и доверенное лицо великого князя Константина Павловича.
- генерал-лейтенант Карл Иванович Альбрехт (1789—1859), брат генерал-лейтенанта Александра Ивановича Альбрехта (1788—1828), также знакомого Колзакова по Варшаве. Ни одно из домашних торжеств у К. И. Альбрехта не обходилось без присутствия Колзакова и членов его семьи[32].
- князь Иван Александрович Голицын (1783—1852), полковник, флигель-адъютант, адъютант великого князя Константина Павловича, сослуживец Колзакова в Варшаве;

Через адъютанта великого князя Константина Павловича, генерал-лейтенанта А. А. Жандра (погибшего в Варшаве 17 ноября 1830 года), был дружен с братом последнего, Андреем Андреевичем Жандром (1789—1873), приятелем А. И. Одоевского и А. С. Грибоедова, писателем, директором Канцелярии Морского Министерства, тайным советником. Дружеские отношения связывали Колзакова и с вице-адмиралом Михаилом Николаевичем Лермонтовым (1792—1866). Среди домашних знакомых Колзакова — адмиралы Михаил Петрович Лазарев (1788—1851) и Алексей Самуилович Грейг (1775—1845).
Некролог был опубликован, в том числе, в «Морском сборнике» (Морской сборник. — 1864. — № 10.), редактором и покровителем которого являлся адмирал, председатель Адмиралтейств-совета, Великий Князь Константин Николаевич.

## Семья
Был дважды женат:
Первая жена (с 24 января 1817 года) — Анна Петровна (Анна-Жозефина-Елизавета) Буде де Террей (1793—1832), дочь владелицы модного парижского магазина госпожи Пьеретты де Террей, где служила юная Ж. Фридрихс. С 1801 года жила с матерью в Петербурге; с 1815 года — в Варшаве, где её отчим, богатый негоциант Р.Н. Миттон (отец будущего генерала от артиллерии Р. Р. Миттона (1801—1890)), служил при цесаревиче Константине Павловиче, там же познакомилась с Колзаковым и стала его женой (посаженным отцом на свадьбе был цесаревич Константин Павлович). Их сыновья:
- Константин Павлович (1818—1905), генерал-майор, автор воспоминаний, публикатор записок отца (с комментариями); женат с 1 октября 1851 года[34] на дочери генерала Марии Яковлевне Гилленшмидт (1832—1879); их внук офицер гвардейской артиллерии, полковник, деятель Белого движения на Северо-Западе К. Я. Колзаков, расстрелян (погиб в лагере) в 1941 г.
- Михаил Павлович (1823—1843), обучался в Пажеском корпусе, похоронен рядом с матерью.

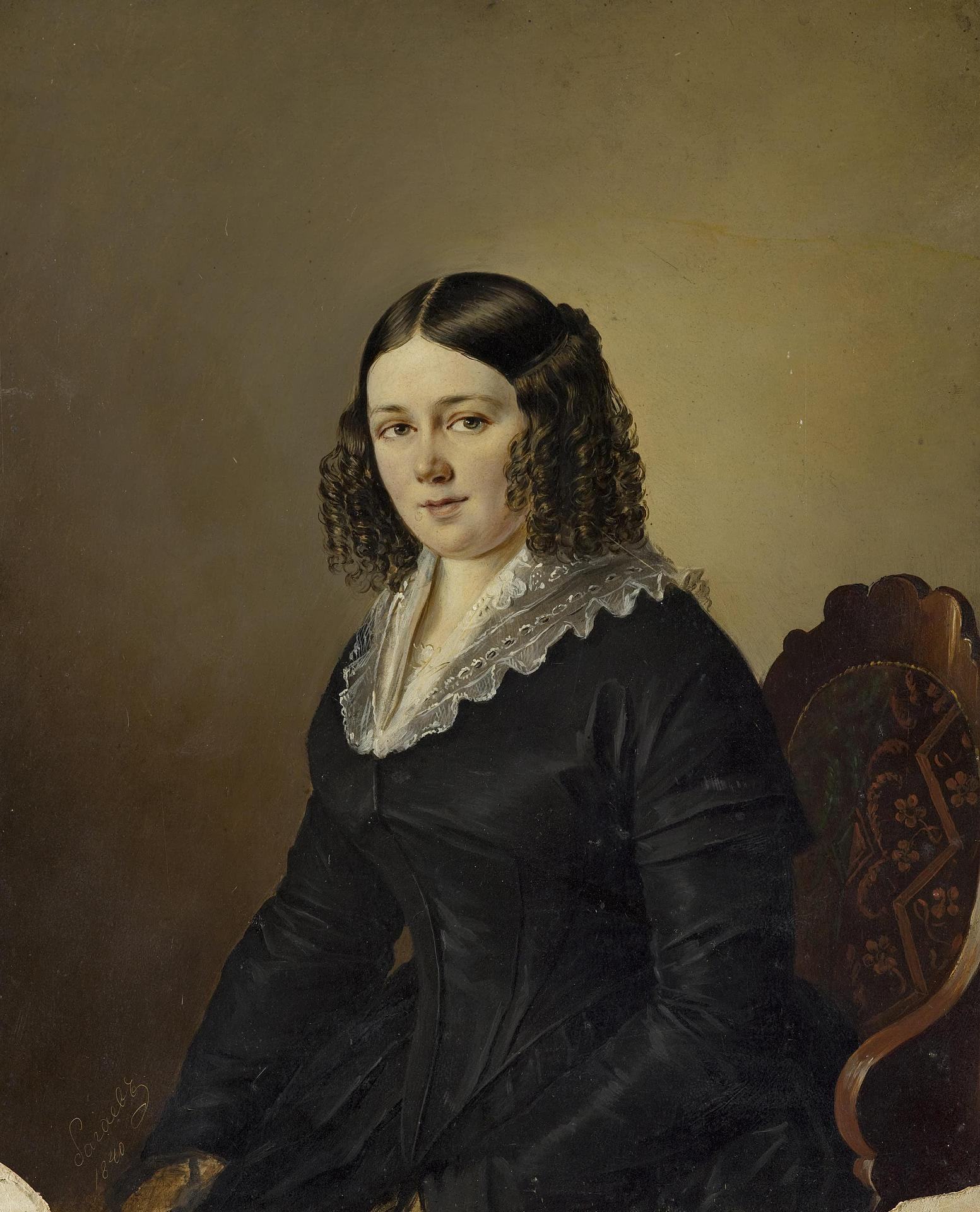
Анна Ивановна Бегичева на портрете работы А. А. Багаева, 1840 г. (ГЭ)

Вторая жена (с 19 мая 1844 года) — Анна Ивановна Бегичева (09.09.1806—03.01.1879), родственница пушкинских знакомых Вульфов, дочь генерал-майора Ивана Матвеевича Бегичева (1766—1816) и Екатерины Николаевны Вындомской (1774—1840), двоюродной сестры П. А. Осиповой. В своем дневнике А. Н. Вульф писал:

Анна Ивановна Бегичева прекрасная девушка, и верно счастлив будет её муж, если он достоин того. Несмотря на обидную такую недоступность, я её люблю и очень желал бы ей понравиться и победить эту чинную и важную красавицу… не потому что у ней 1000 душ крестьян, которые можно бы пожелать женитьбою приобрести, а по личным её качествам. Чисто дивлюсь её кротости, не понимаю оной, если ангелы существуют, то она их земной образ.
Поздний брак Бегичевой с 65-летним адмиралом Колзаковым, по мнению ряда современников, не принес ей счастья. Между супругами были уважительные отношения, но у каждого была своя личная жизнь. Анна Ивановна была женщина состоятельная, ей принадлежал особняк в Петербурге на Литейном пр., д. 23/25, усадьба в Царском Селе (Дворцовая ул., 9, двухэтажный дом с балконом и верандой; его нарядный облик характерен для царскосельских строений рубежа XIX и XX веков) и наследственное имение Рудневка.
На средства Колзаковых в Рудневке в 1854—1855 гг. была построена усадебная церковь в честь иконы Божией Матери Неопалимая Купина, располагавшаяся под одной крышей с господским домом (не сохранилась). В 1850 году Колзакова-Бегичива дала вольную доставшемуся ей от матери крепостному художнику Акиму Арефьевичу (Орефьевичу) Багаеву. Свободу он получил, в том числе, и благодаря вмешательству архитектора А. И. Штакеншнейдера, собравшего деньги по подписке для его освобождения. Умерла от порока сердца, похоронена рядом с мужем в Петербурге на Новодевичьем кладбище.

## Комментарии
1. ↑  Сам П. А. Колзаков в своих «Записках…» упоминает, что 14 мая 1829 года был удостоен ордена Св. Анны 1-й степени[26].